# Opatówko
Opatówko – wieś w Polsce położona w województwie wielkopolskim, w powiecie wrzesińskim, w gminie Nekla.
Wieś duchowna, własność kapituły katedralnej gnieźnieńskiej, pod koniec XVI wieku leżała w powiecie gnieźnieńskim województwa kaliskiego. W latach 1975–1998 miejscowość administracyjnie należała do województwa poznańskiego.
We wsi znajduje się zabytkowy, drewniany kościół św. Katarzyny Aleksandryjskiej. Ponadto istnieje zespół dworski: dwór z przełomu XIX i XX wieku, całkowicie przebudowany na przełomie lat 70. i 80. XX wieku, stajnia, stodoła, chlewnia i obora z 4 ćwierci XIX wieku, tudzież pozostałości parku dworskiego. Dom nr 2 we wsi pochodzi 4 ćwierci XIX wieku i także podlega ochronie, mimo częściowej przebudowy. 
Przez miejscowość przebiega Szlak Osadnictwa Olęderskiego w Gminie Nekla.